# Endogamie
Endogamie is het trouwen binnen een sociale groep. In tegenstelling tot exogamie is endogamie meestal een feitelijk verschijnsel, zonder dat er sprake is van een uitdrukkelijk gebod.  Hoewel veel mensen er de voorkeur aan geven te trouwen met leden van hun eigen sociale groep, zijn er enkele groepen die endogamie dwingend opleggen als een onmisbaar onderdeel van de morele waarden, tradities en religieuze overtuigingen. Het kastenstelsel van India bijvoorbeeld is gebaseerd op een ordening van overwegend endogame groepen. Andere verregaand endogame groepen zijn de Asjkenazische Joden, de Druzen, de Jezidi's en de Amish.
Er zijn verschillende vormen van endogamie, zoals rassenendogamie volgens etniciteit, standen- of klasse-endogamie volgens sociale klasse, lokale endogamie waarbij de voorkeur uitgaat naar iemand van hetzelfde dorp, stam-endogamie, generatie-endogamie en kerkelijke endogamie.
Endogamie wordt ook wel homogamie genoemd (Grieks: homo = gelijk, gamos = huwelijk).